# Nuoto ai Giochi della XXVIII Olimpiade - 100 metri stile libero maschili
La gara dei 100 metri stile libero maschili dei Giochi olimpici di Atene 2004 si è svolta il 17 e 18 agosto. Gli atleti iscritti alla gara sono stati 71, in rappresentanza di 63 nazioni.
L'olandese Pieter van den Hoogenband ha conquistato il suo secondo oro olimpico consecutivo nella specialità, precedendo in finale il sudafricano Roland Schoeman e l'australiano Ian Thorpe.

## Record
Prima di questa competizione, il record del mondo (WR) e il record olimpico (OR) erano i seguenti.
| Record mondiale | 47"84 | Pieter van den Hoogenband Paesi Bassi | 19 settembre 2000 Sydney, Australia |
| Record olimpico | 47"84 | Pieter van den Hoogenband Paesi Bassi | 19 settembre 2000 Sydney, Australia |

Durante l'evento non è stato migliorato nessun record.

## Batterie
Si sono svolte 9 batterie di qualificazione. I primi 16 atleti si sono qualificati per le semifinali.

### 1ª batteria
| Pos. | Corsia | Atleta           | Nazionalità | Tempo   | Note |
| ---- | ------ | ---------------- | ----------- | ------- | ---- |
| 1    | 2      | Mohammed Abbas   | Iraq        | 56"81   |      |
| 2    | 6      | Tamir Andrey     | Mongolia    | 57"29   |      |
| 3    | 7      | Leonel Matonse   | Mozambico   | 57"79   |      |
| 4    | 4      | Hesham Shehab    | Bahrein     | 57"94   |      |
| 5    | 3      | Sergey Dyaçkov   | Azerbaigian | 58"26   |      |
| 6    | 5      | Mumtaz Ahmed     | Pakistan    | 59"19   |      |
| 7    | 1      | Emery Nziyunvira | Burundi     | 1'03"40 |      |

### 2ª batteria
| Pos. | Corsia | Atleta              | Nazionalità          | Tempo | Note |
| ---- | ------ | ------------------- | -------------------- | ----- | ---- |
| 1    | 3      | Octavian Gutu       | Moldavia             | 51"84 |      |
| 2    | 5      | Camilo Becerra      | Colombia             | 52"57 |      |
| 3    | 6      | Zeljko Panić        | Bosnia ed Erzegovina | 52"75 |      |
| 4    | 4      | Aleksandr Agafanov  | Uzbekistan           | 52"92 |      |
| 5    | 1      | Obaid al-Jassimi    | Emirati Arabi Uniti  | 54"17 |      |
| 6    | 7      | Onan Thom           | Guyana               | 55"24 |      |
| 7    | 2      | Babak Farhoudi      | Iran                 | 56"42 |      |
| 8    | 8      | Jean-Laurent Ravera | Monaco               | 56"47 |      |

### 3ª batteria
| Pos. | Corsia | Atleta                 | Nazionalità   | Tempo | Note |
| ---- | ------ | ---------------------- | ------------- | ----- | ---- |
| 1    | 3      | Carl Probert           | Figi          | 51"42 |      |
| 2    | 1      | Ismael Ortiz           | Panama        | 51"74 |      |
| 3    | 4      | Lee Chung-hee          | Corea del Sud | 51"74 |      |
| 4    | 5      | Damian Alleyne         | Barbados      | 51"89 |      |
| 5    | 6      | Maximiliano Schnettler | Cile          | 51"91 |      |
| 6    | 2      | Vyacheslav Titarenko   | Kazakistan    | 52"09 |      |
| 7    | 8      | Wu Nien-pin            | Taipei cinese | 52"58 |      |
| 8    | 7      | Mark Chay              | Singapore     | 52"83 |      |

### 4ª batteria
| Pos. | Corsia | Atleta              | Nazionalità             | Tempo | Note |
| ---- | ------ | ------------------- | ----------------------- | ----- | ---- |
| 1    | 6      | Romāns Miloslavskis | Lettonia                | 50"94 |      |
| 2    | 2      | Alexandros Arestī   | Cipro                   | 51"10 |      |
| 3    | 5      | Ryan Pini           | Papua Nuova Guinea      | 51"11 |      |
| 4    | 3      | Paul Kutscher       | Uruguay                 | 51"45 |      |
| 5    | 4      | Kaan Tayla          | Turchia                 | 51"52 |      |
| 6    | 1      | George Gleason      | Isole Vergini Americane | 51"69 |      |
| 7    | 7      | Allen Ong           | Malaysia                | 52"04 |      |
| 8    | 8      | Rajčin Antonov      | Bulgaria                | 52"33 |      |

### 5ª batteria
| Pos. | Corsia | Atleta                 | Nazionalità   | Tempo | Note |
| ---- | ------ | ---------------------- | ------------- | ----- | ---- |
| 1    | 4      | Rolandas Gimbutis      | Lituania      | 48"85 | Q    |
| 2    | 5      | Yoshihiro Okumura      | Giappone      | 50"24 |      |
| 3    | 6      | Stanislaŭ Nevjaroŭski  | Bielorussia   | 50"36 |      |
| 4    | 5      | Aristeidīs Grīgoriadīs | Grecia        | 50"61 |      |
| 5    | 2      | Matti Rajakylä         | Finlandia     | 50"67 |      |
| 6    | 3      | Danil Haustov          | Estonia       | 51"02 |      |
| 7    | 1      | Cameron Gibson         | Nuova Zelanda | 51"56 |      |
| 8    | 7      | Huang Shaohua          | Cina          | 55"46 |      |

### 6ª batteria
| Pos. | Corsia | Atleta          | Nazionalità   | Tempo | Note |
| ---- | ------ | --------------- | ------------- | ----- | ---- |
| 1    | 1      | Duje Draganja   | Croazia       | 49"07 | Q    |
| 2    | 2      | Luis Rojas      | Venezuela     | 49"69 | Q    |
| 3    | 6      | Jurij Jehošyn   | Ucraina       | 49"73 |      |
| 4    | 8      | Stefan Nystrand | Svezia        | 49"75 |      |
| 5    | 4      | Karel Nový      | Svizzera      | 49"93 |      |
| 6    | 5      | Matthew Kidd    | Gran Bretagna | 49"97 |      |
| 7    | 3      | Attila Zubor    | Germania      | 50"26 |      |
| 8    | 7      | Jader Souza     | Brasile       | 50"67 |      |

### 7ª batteria
| Pos. | Corsia | Atleta                    | Nazionalità | Tempo | Note |
| ---- | ------ | ------------------------- | ----------- | ----- | ---- |
| 1    | 4      | Pieter van den Hoogenband | Paesi Bassi | 48"70 | Q    |
| 2    | 5      | Ryk Neethling             | Sudafrica   | 48"85 | Q    |
| 3    | 2      | Frédérick Bousquet        | Francia     | 49"08 | Q    |
| 4    | 7      | Peter Mankoč              | Slovenia    | 49"54 | Q    |
| 5    | 1      | Torsten Spanneberg        | Germania    | 49"71 | Q    |
| 6    | 3      | Ian Crocker               | Stati Uniti | 49"73 |      |
| 7    | 6      | Brent Hayden              | Canada      | DNS   |      |
| 7    | 8      | Rick Say                  | Canada      | DNS   |      |

### 8ª batteria
| Pos. | Corsia | Atleta          | Nazionalità         | Tempo | Note |
| ---- | ------ | --------------- | ------------------- | ----- | ---- |
| 1    | 5      | Ian Thorpe      | Australia           | 49"17 | Q    |
| 2    | 3      | Andrej Kapralov | Russia              | 49"52 | Q    |
| 3    | 8      | George Bovell   | Trinidad e Tobago   | 49"61 | Q    |
| 4    | 4      | Roland Schoeman | Sudafrica           | 49"68 | Q    |
| 5    | 1      | Milorad Čavić   | Serbia e Montenegro | 49"74 |      |
| 6    | 2      | Lorenzo Vismara | Italia              | 50"03 |      |
| 7    | 7      | Eduardo Lorente | Spagna              | 50"48 |      |
| 8    | 6      | Ashley Callus   | Australia           | 50"56 |      |

### 9ª batteria
| Pos. | Corsia | Atleta             | Nazionalità | Tempo | Note |
| ---- | ------ | ------------------ | ----------- | ----- | ---- |
| 1    | 1      | Romain Barnier     | Francia     | 49"49 | Q    |
| 2    | 5      | Aleksandr Popov    | Russia      | 49"51 | Q    |
| 3    | 3      | Filippo Magnini    | Italia      | 49"58 | Q    |
| 4    | 2      | Salim Iles         | Algeria     | 49"72 | Q    |
| 5    | 4      | Jason Lezak        | Stati Uniti | 49"87 |      |
| 6    | 7      | José Meolans       | Argentina   | 49"98 |      |
| 7    | 8      | Tiago Venâncio     | Portogallo  | 50"18 |      |
| 8    | 6      | Stephan Kunzelmann | Germania    | 50"98 |      |

## Semifinali

### 1° Semifinale
| Pos. | Corsia | Atleta            | Nazionalità       | Tempo | Note |
| ---- | ------ | ----------------- | ----------------- | ----- | ---- |
| 1    | 8      | Salim Iles        | Algeria           | 49"13 | Q    |
| 2    | 5      | Duje Draganja     | Croazia           | 49"14 | Q    |
| 3    | 3      | Ian Thorpe        | Australia         | 49"21 | Q    |
| 4    | 6      | Aleksandr Popov   | Russia            | 49"23 |      |
| 5    | 7      | George Bovell     | Trinidad e Tobago | 49"53 |      |
| 6    | 2      | Peter Mankoč      | Slovenia          | 49"71 |      |
| 7    | 4      | Rolandas Gimbutis | Lituania          | 49"75 |      |
| 8    | 1      | Luis Rojas        | Venezuela         | 49"85 |      |

### 2° Semifinale
| Pos. | Corsia | Atleta                    | Nazionalità | Tempo | Note |
| ---- | ------ | ------------------------- | ----------- | ----- | ---- |
| 1    | 1      | Roland Schoeman           | Sudafrica   | 48"39 | Q    |
| 2    | 4      | Pieter van den Hoogenband | Paesi Bassi | 48"55 | Q    |
| 3    | 7      | Filippo Magnini           | Italia      | 48"91 | Q    |
| 4    | 2      | Andrej Kapralov           | Russia      | 49"12 | Q    |
| 5    | 5      | Ryk Neethling             | Sudafrica   | 49"18 | Q    |
| 6    | 3      | Frédérick Bousquet        | Francia     | 49"25 |      |
| 7    | 6      | Romain Barnier            | Francia     | 49"63 |      |
| 8    | 8      | Torsten Spanneberg        | Germania    | 49"88 |      |

## Finale
| Pos.    | Corsia | Atleta                    | Nazionalità | Tempo | Note |
| ------- | ------ | ------------------------- | ----------- | ----- | ---- |
| Oro     | 5      | Pieter van den Hoogenband | Paesi Bassi | 48"17 |      |
| Argento | 4      | Roland Schoeman           | Sudafrica   | 48"23 |      |
| Bronzo  | 8      | Ian Thorpe                | Australia   | 48"56 |      |
| 4       | 1      | Ryk Neethling             | Sudafrica   | 48"63 |      |
| 5       | 3      | Filippo Magnini           | Italia      | 48"99 |      |
| 6       | 7      | Duje Draganja             | Croazia     | 49"23 |      |
| 7       | 2      | Salim Iles                | Algeria     | 49"30 |      |
| 7       | 6      | Andrej Kapralov           | Russia      | 49"30 |      |